# Citar
 Ikke at forveksle med Sitar.
Citar er et mellemeuropæisk strengeinstrument med mange strenge, hvor stringene knipses med plekter. Den ligger vandret foran musikeren, der spiller melodien på høje strenge med højre hånd og knipser en bas med venstre på de dybe.
Johann Strauss (den yngre) brugte den i en af sine valse, Geschicthen aus der Wiener Wald, og Tivolis faste komponist H.C. Lumbye brugte den i Drømmebilleder. Den kendes endvidere fra temaet fra filmen Den Tredje Mand.

## Citarer
- Citera – Scheitholt – Langspil – Kankles
- Langeleik (Dulcimer- Hommel – Epinette – langspell)
- Enanga
- Kantele – Psalterium – Suntur
- Kementsje
- Koto – Guzheng – Guqin (Qin)
- Moodswinger
- Monochord (Pythagoras)
- Noardske Balke – Vlier

### Percussion-Citarer
- Cymbalom – Hakkebord -- Santur – Qanûn – Hammered dulcimer

### Tangent-Citarer
- Clavichord – Klavecimbel -- Spinet -- Virginaal -- Vina
- Autoharpe

- Wikimedia Commons har flere filer relateret til Citar